# Higuera de las Dueñas (kommunhuvudort)
Higuera de las Dueñas är en kommunhuvudort i Spanien.   Den ligger i provinsen Provincia de Ávila och regionen Kastilien och Leon, i den centrala delen av landet, 80 km väster om huvudstaden Madrid. Higuera de las Dueñas ligger 632 meter över havet och antalet invånare är 300.
Terrängen runt Higuera de las Dueñas är huvudsakligen kuperad, men åt nordväst är den platt. Runt Higuera de las Dueñas är det mycket glesbefolkat, med 7 invånare per kvadratkilometer. Närmaste större samhälle är Sotillo de la Adrada, 6,0 km norr om Higuera de las Dueñas. Omgivningarna runt Higuera de las Dueñas är huvudsakligen savann.